# Сан-Франциско (аеропорт)
Міжнародний аеропорт Сан-Франциско (англ. San Francisco International Airport, IATA: SFO, ICAO: KSFO, FAA LID: SFO) — найбільший аеропорт за пасажирообігом в області затоки Сан-Франциско та другий за пасажирообігом в Каліфорнії (після міжнародного аеропорту Лос-Анджелеса). Знаходиться за 21 кілометр (13 миль) на південь від Сан-Франциско в окрузі Сан-Матео, між містами Сан-Бруно та Міллбрей. Аеропорт пов'язує густонаселену область затоки Сан-Франциско з усіма основними містами США, Північної та Південної Америки, Європи, Азії та Австралії. За даними на 2008 рік міжнародний аеропорт Сан-Франциско займав десяте місце за пасажиропотоком в США і двадцять перше місце в світі.
Аеропорт служить хабом для авіакомпанії United Airlines, а також є одним з головних аеропортів для Virgin America і Alaska Airlines. Місцеве населення часто називає його SFO — за його кодом IATA.
Аеропорт має різні заклади для зручності пасажирів, зокрема велику кількість барів, кафе і ресторанів, магазинів, камер зберігання, громадських душових, медичних пунктів, кімнат відпочинку для пасажирів-військовослужбовців та їхніх сімей. Також в терміналах розташовуються: музей авіації імені Луїса Турпена, бібліотека комісії з аеропорту, в залах очікування проходять постійні та тимчасові виставки предметів мистецтва. На території аеропорту доступна безкоштовна бездротова мережа з доступом в інтернет.

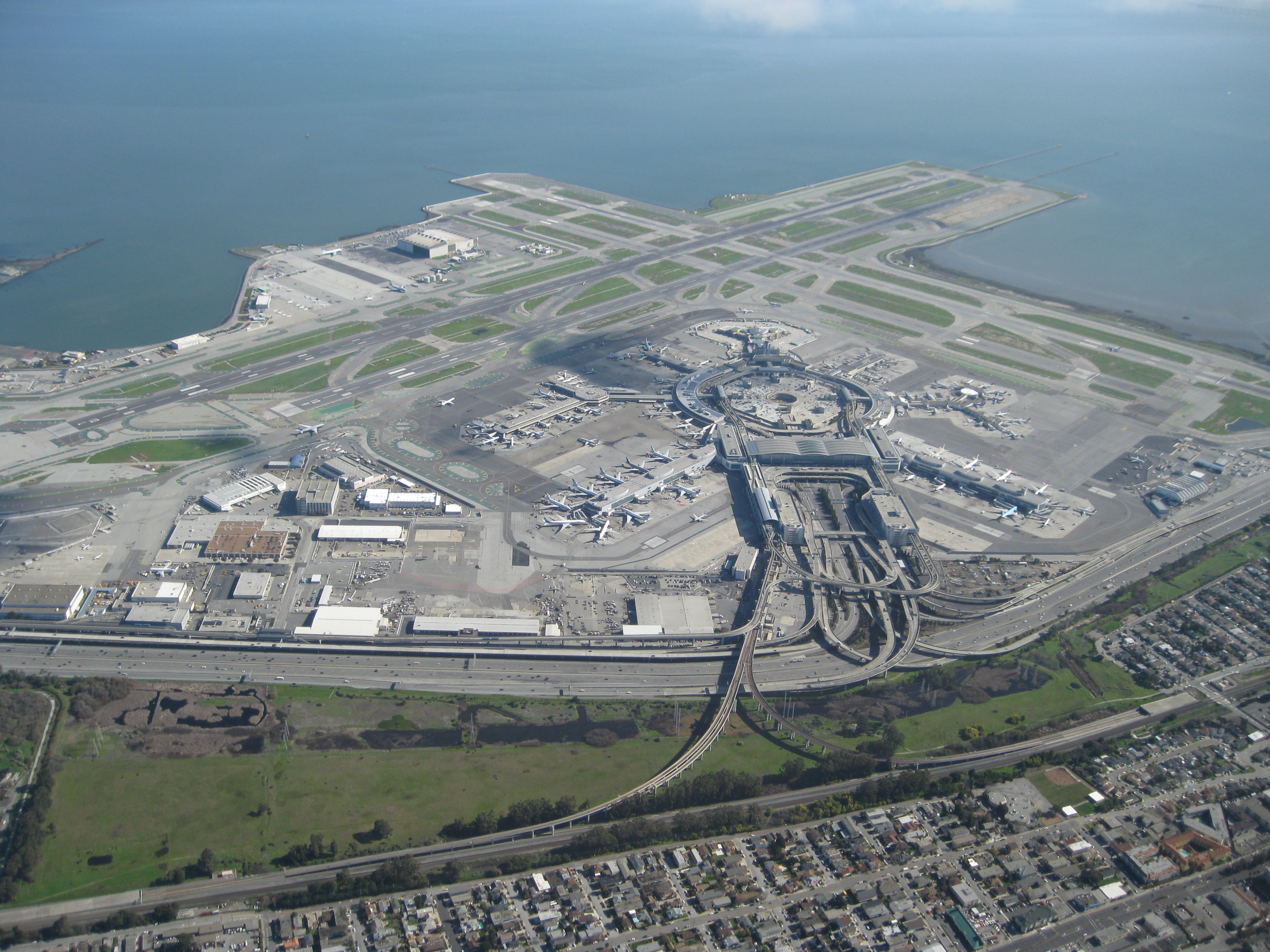
Значна частина злітно-посадкових смуг аеропорту Сан-Франциско розташована на суші, штучно створеній шляхом засипання частини затоки Сан-Франциско

## Історія
Аеропорт був відкритий 7 травня 1927 року на площі 0,6 квадратних кілометрів. Раніше цей терен служив пасовищем для худоби. Земля була взята в оренду у заможного землевласника Огдена Міллса (який, в свою чергу, взяв її в оренду у свого діда — Деріуса Міллса). Таким чином, спочатку аеропорт називався Аеропорт поле Міллса (англ. Mills Field Municipal Airport). 1931 року йому було присвоєно статус муніципального, і аеропорт був перейменований в Муніципальний аеропорт Сан-Франциско. 1955 року — міжнародного після чого слово «Муніципальний» в назві було замінено на «міжнародний».
Починаючи з 1930-х років авіакомпанія United Airlines здійснювала з цього аеропорту регулярні рейси.
З 1935 року авіакомпанія Pan American World Airways почала використовувати цей аеропорт для регулярних рейсів гідролітака Чайна-Кліппер через Тихий океан. Довгий час аеропорт не мав постійного пасажиропотоку на внутрішніх напрямках, так тривало доти, поки під час Другої світової війни всі пасажирські авіарейси з аеропорту Окленда було переведено в аеропорт Сан-Франциско, оскільки Окленд у той час виконував переважно військові функції.
Після війни United Airlines використовувала термінал Пан-Ам для рейсів на Гаваї. Поступово аеропорт Сан-Франциско став одним з п'яти хабів United Airlines у США. Досі саме в Сан-Франциско розташований найбільший пункт технічного обслуговування літаків цієї компанії.
1954 року був відкритий центральний пасажирський термінал. Наприкінці п'ятдесятих років аеропорт прийняв перший реактивні літаки — авіакомпанія United Airlines побудувала пункт технічного обслуговування для нового тубореактівного авіалайнера Douglas DC-8. А в липні 1959 року був встановлений телескопічний трап — перший у США.

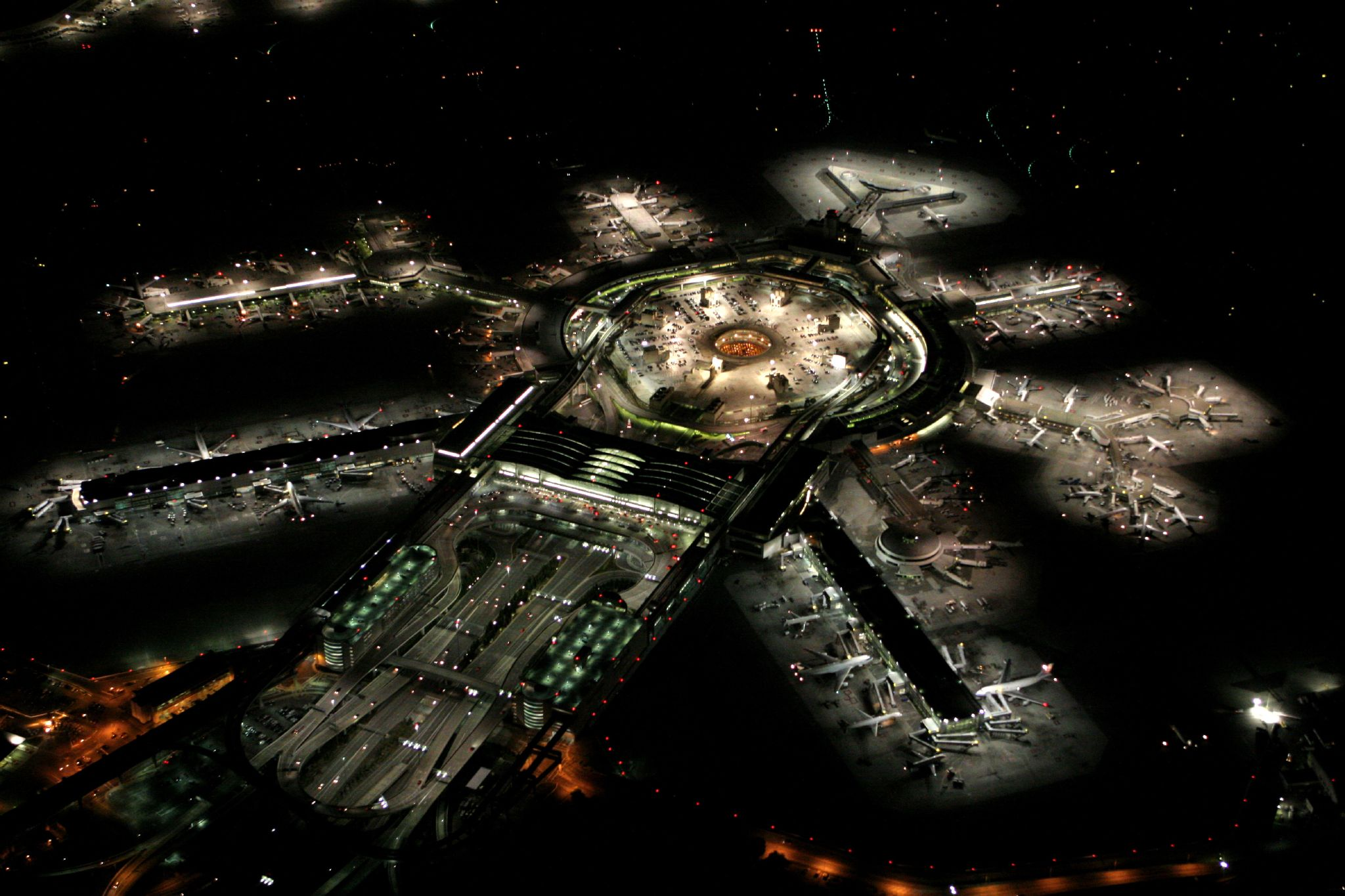
Аеропорт Сан-Франциско вночі

1989 року був підготовлений генеральний план розширення та розвитку на наступних два десятиліття, що враховував збільшені вимоги до захисту навколишнього середовища. Під час економічного буму в 90-х роках та буму інтернет-компаній аеропорт займав вже 6-е місце у світі за пасажиропотоком. Однак, після закінчення економічної буму в 2001 році втратив своє місце в рейтингу та опинився в третьому десятку.
За минулі десятиліття аеропорт постійно розширювався, так у грудні 2000 року був відкритий новий міжнародний термінал, який взяв на себе обслуговування міжнародних пасажирів з другого терміналу. У новому міжнародному терміналі розташувалися бібліотека та музей авіації. Аеропорт проводив різні виставки та задовго до цього, так в 1999 експозиція аеропорту отримала визнання Американської асоціації музеїв.
22 червня 2003 року було відкрито довгоочікуване продовження лінії приміського метрополітену BART. Це дозволило пасажирам пересідати на приміські поїзди, що курсують навколо затоки. Також 2003 року була відкрита внутрішня повністю автоматизована транспортна система AirTrain, потяги якої перевозять пасажирів між терміналами, багаторівневими парковками, станцією BART та пунктом прокату автомобілів.
Міжнародний аеропорт Сан-Франциско переживав падіння обсягів пасажиропотоку з початку 2000-х років, особливо з боку авіакомпаній в нижньому ціновому сегменті. Ці компанії перенесли свої рейси в довколишні аеропорти — Окленда та Сан-Хосе (останній відрізняється набагато сприятливішими погодними умовами), які також помітно поліпшили рівень обслуговування наприкінці XX століття.
Проте невдовзі стали очевидні позитивні зміни. Так авіакомпанії Sprint Airlines та Qantas почали виконувати рейси до Сан-Франциско 2006 року. Авіакомпанія United Airlines перевела з сезонної на постійну основу рейси до Сеулу і з 7 червня 2006 року знову почала виконувати безпосадочні рейси в Тайбей. Щоправда, рейси в Тайбей були через два роки скасовані, а замість них було відкрито сполучення з проміжною посадкою в аеропорту Наріти. Крім того аеропорт в Сан-Франциско став аеропортом базування для нової авіакомпанії Virgin America. У березні 2007 року Air China збільшила частоту з п'яти рейсів Сан-Франциско — Пекін на тиждень до щоденних польотів з можливим збільшенням числа рейсів до двох на день.
У лютому 2007 року дослідження ефектів всесвітнього потепління показало, що значна частина аеропорту виявиться покритою водою при піднятті рівня моря всього на один метр.
4 жовтня 2007 року в аеропорту здійснив свою першу пробну посадку Airbus A380 — найбільший в світі пасажирський літак. Таким чином міжнародний термінал також став першим в США, який був готовий до прийому цього літака. А через п'ятнадцять місяців — 14 січня 2009 року, А380 авіакомпанії Qantas здійснив свій перший регулярний рейс.
14 липня 2008 року аеропорт отримав нагороду як найкращий міжнародний аеропорт в Північній Америці за 2008 рік за опитуванням, проведеним консалтинговим агентством Skytrax. Через рік — 9 липня 2009 року аеропорт посів друге місце, поступившись першістю Міжнародному аеропорту Даллас/Форт-Верт.

## Сьогодення
Наразі аеропорт має три термінали, що обслуговують місцеві авіалінії, а також один міжнародний термінал. Перший термінал обслуговує багато великих та дрібних авіакомпаній. Другий термінал зараз знаходиться в стані реконструкції та готується прийняти перших пасажирів авіакомпаній Верджин-Америка та Джет-Блу, літаки яких останнім часом прибувають та відбувають з міжнародного терміналу. Третій термінал обслуговує лише літаки двох авіакомпаній — Юнайтед-Ейрлайнс та Американ-Ейрлайнс.
В аеропорту Сан-Франциско достатньо часто трапляються затримки рейсів за погодними умовами, оскільки в місцевості, де розташований аеропорт, часто бувають тумани. Крім того, чотири злітно-посадкові смуги аеропорту розташовуються двома паралельними парами, пересічними у вигляді хреста. При цьому дві ВПП, які утворюють паралельну пару смуг, розташовані на відстані всього 130 метрів один від одного. Це змушує використовувати в кожний момент часу лише одну ВВП для режиму зльоту або посадки, а також накладає жорсткі вимоги на роботу диспетчерських служб, особливо в умовах обмеженої видимості.
Інженери-будівельники висували пропозицію про подовження ЗПС вглиб затоки за рахунок насипу (можливе також «розсунення» за рахунок нового будівництва пари паралельних смуг до 1,5… 2 км, що забезпечить повну незалежність роботи паралельних ЗПС). Однак, ці плани зустріли сильну протидію громадських організацій, стурбованих руйнуванням середовища проживання морської фауни, що живе в затоці, а також погіршенням якості води.
В аеропорту є станція метро системи BART, що дозволяє добратися до центру Сан-Франциско і його передмість без пересадок. На сусідній станції цієї системи, Millbrae, можлива зручна пересадка на приміські поїзди Caltrain та автобуси. Таксі з аеропорту до Сан-Франциско коштує приблизно 40—50 доларів.

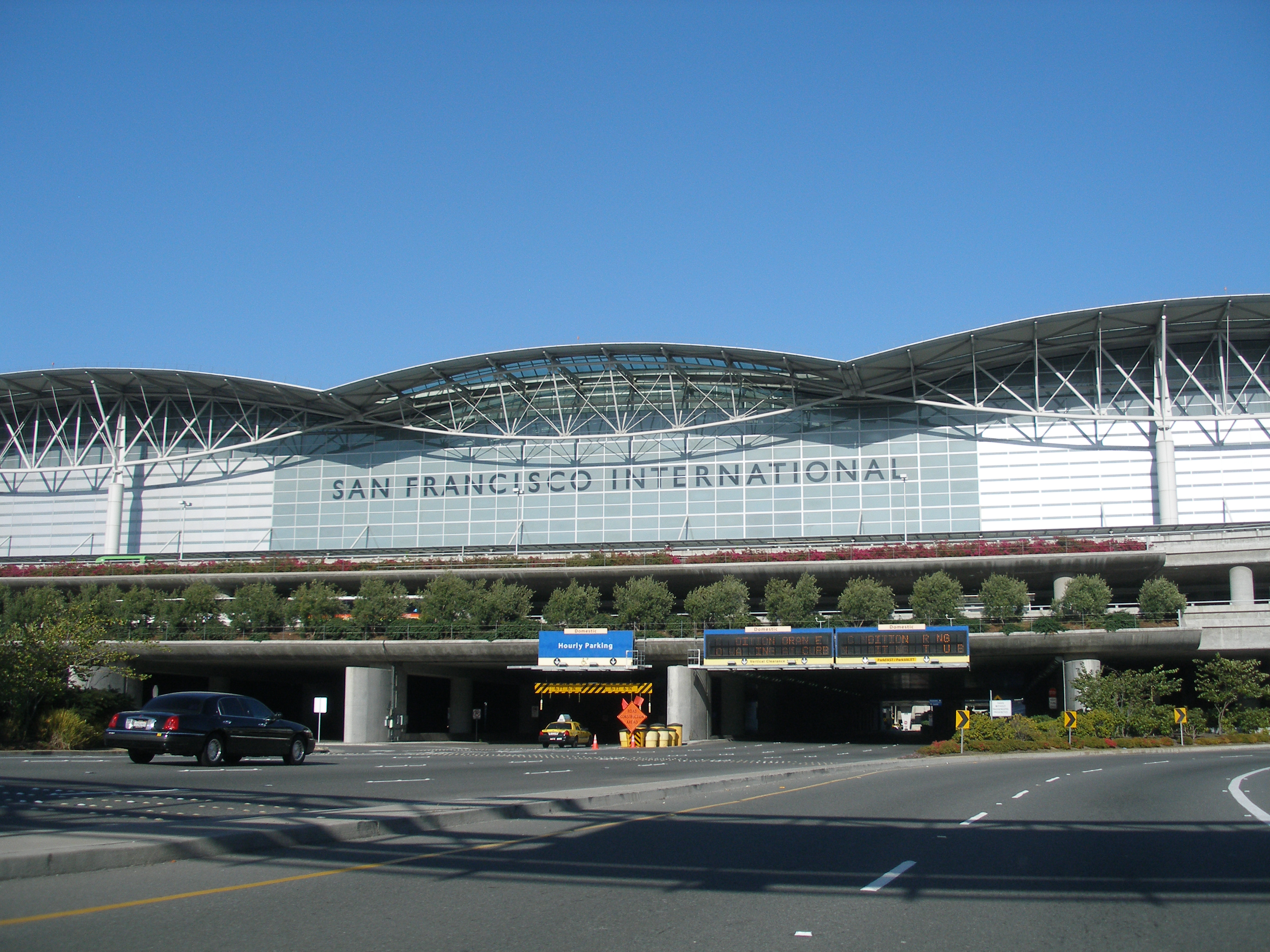
Міжнародний термінал
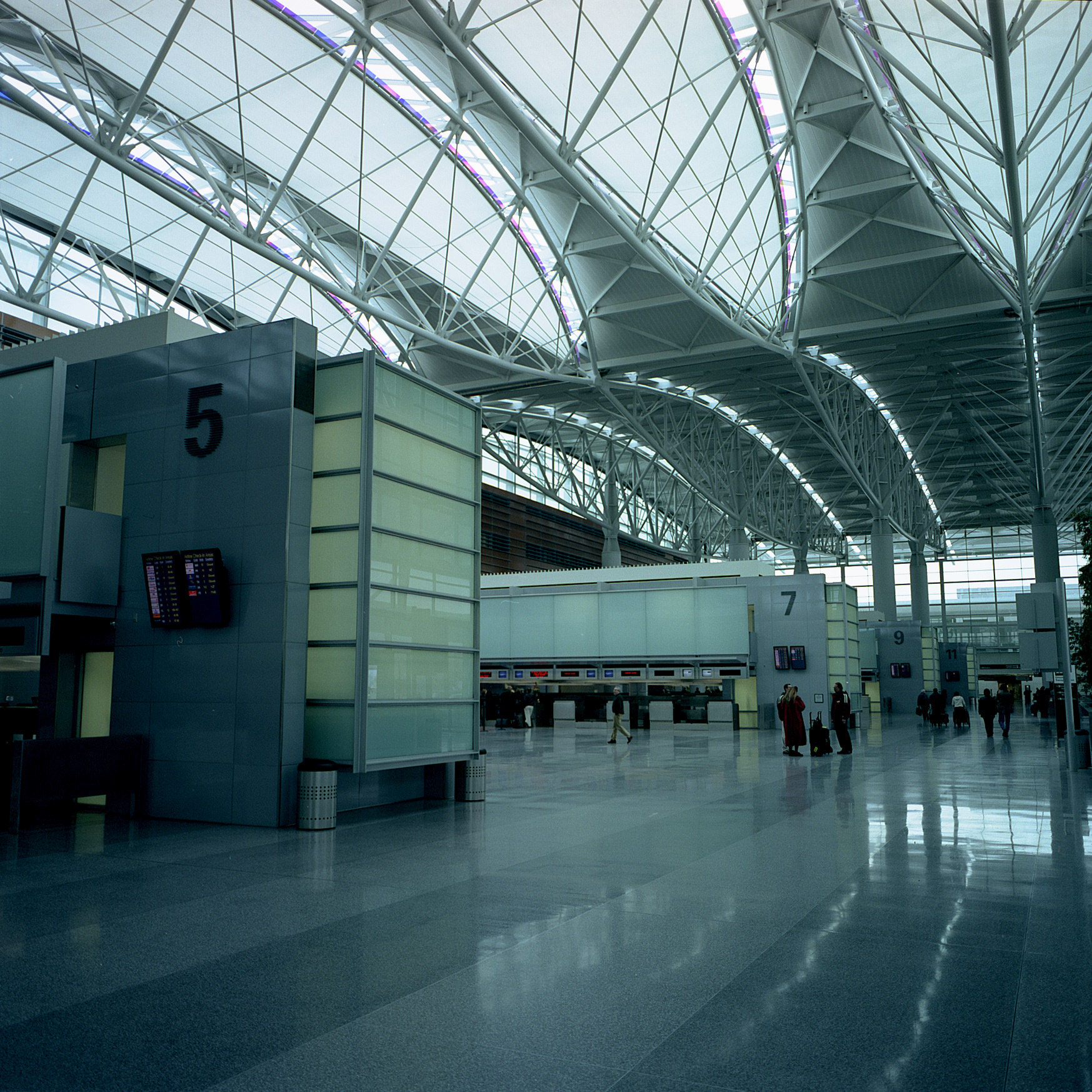
Інтер'єр міжнародного терміналу

## Події
- Катастрофа Boeing 777 в Сан-Франциско (6 липня 2013)
- Інцидент з Boeing 747 біля Сан-Франциско 1985 рік.